# Hylogomphus
Hylogomphus is een geslacht van echte libellen uit de familie van de rombouten (Gomphidae). De wetenschappelijke naam van het geslacht werd in 2000 voorgesteld door James George Needham, Minter Jackson Westfall en Michael L. May als naam voor een ondergeslacht van Gomphus. Het werd in 2017 door Jessica Ware en enkele co-auteurs opgewaardeerd tot een zelfstandig geslacht.

## Soorten
- Hylogomphus abbreviatus (Hagen, 1878)
- Hylogomphus adelphus (Selys, 1858)
- Hylogomphus apomyius (Donnelly, 1966)
- Hylogomphus geminatus (Carle, 1979)
- Hylogomphus parvidens (Currie, 1917)
- Hylogomphus viridifrons (Hine, 1901)